# 神奈川県道310号茅ヶ崎停車場茅ヶ崎線

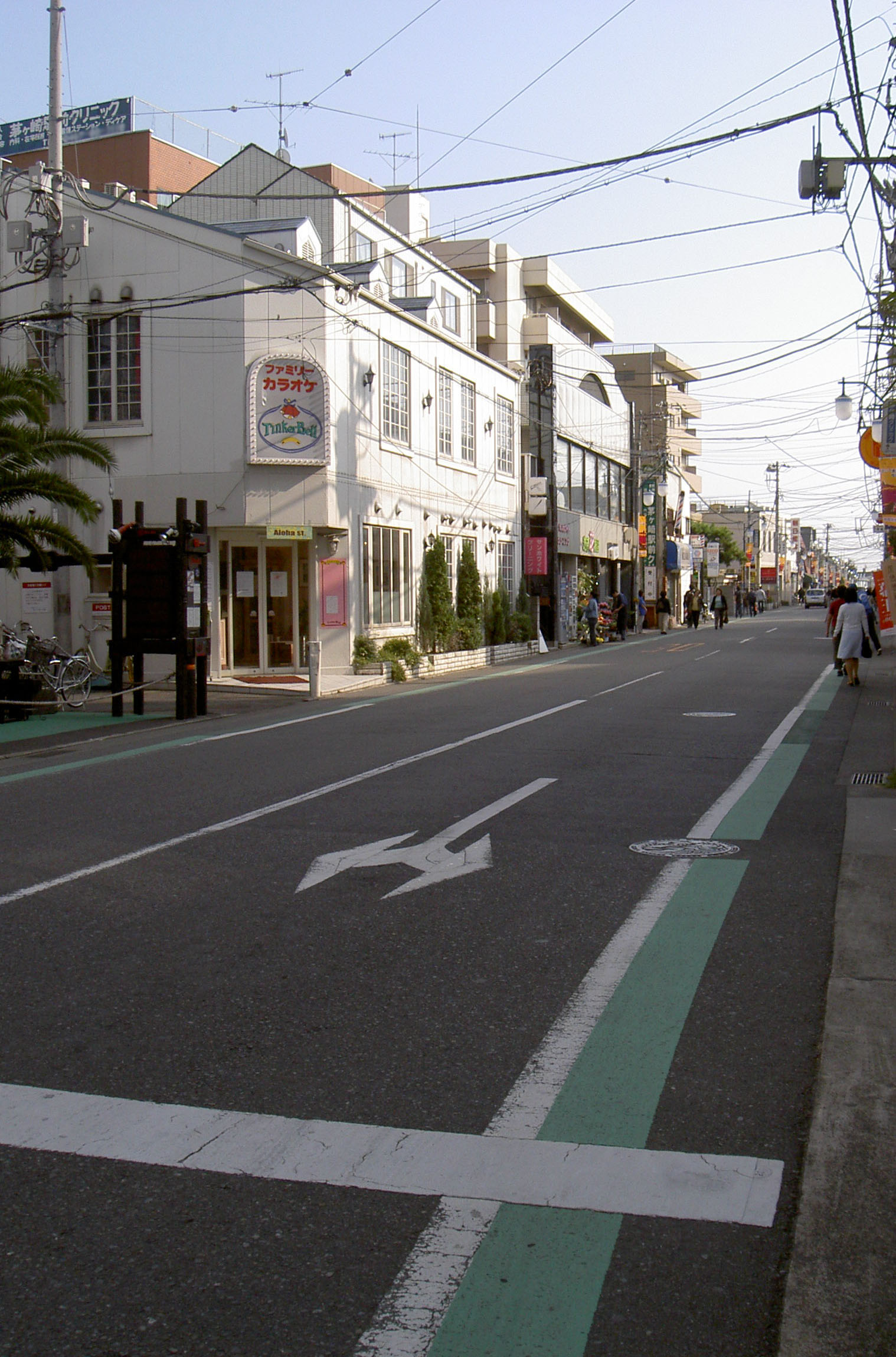
神奈川県道310号線起点付近

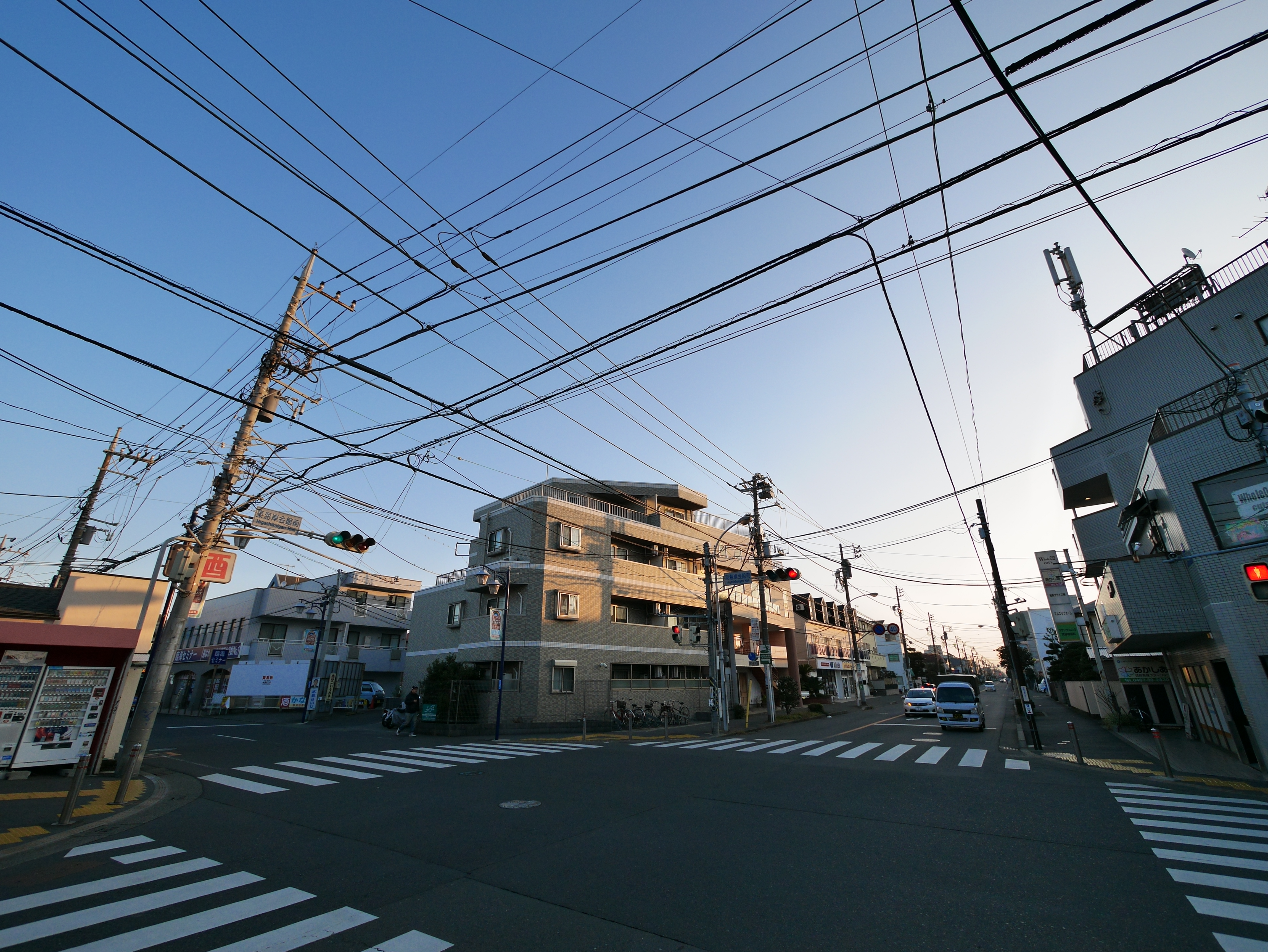
神奈川県道310号線（左右）と鉄砲道（前後）の交差点

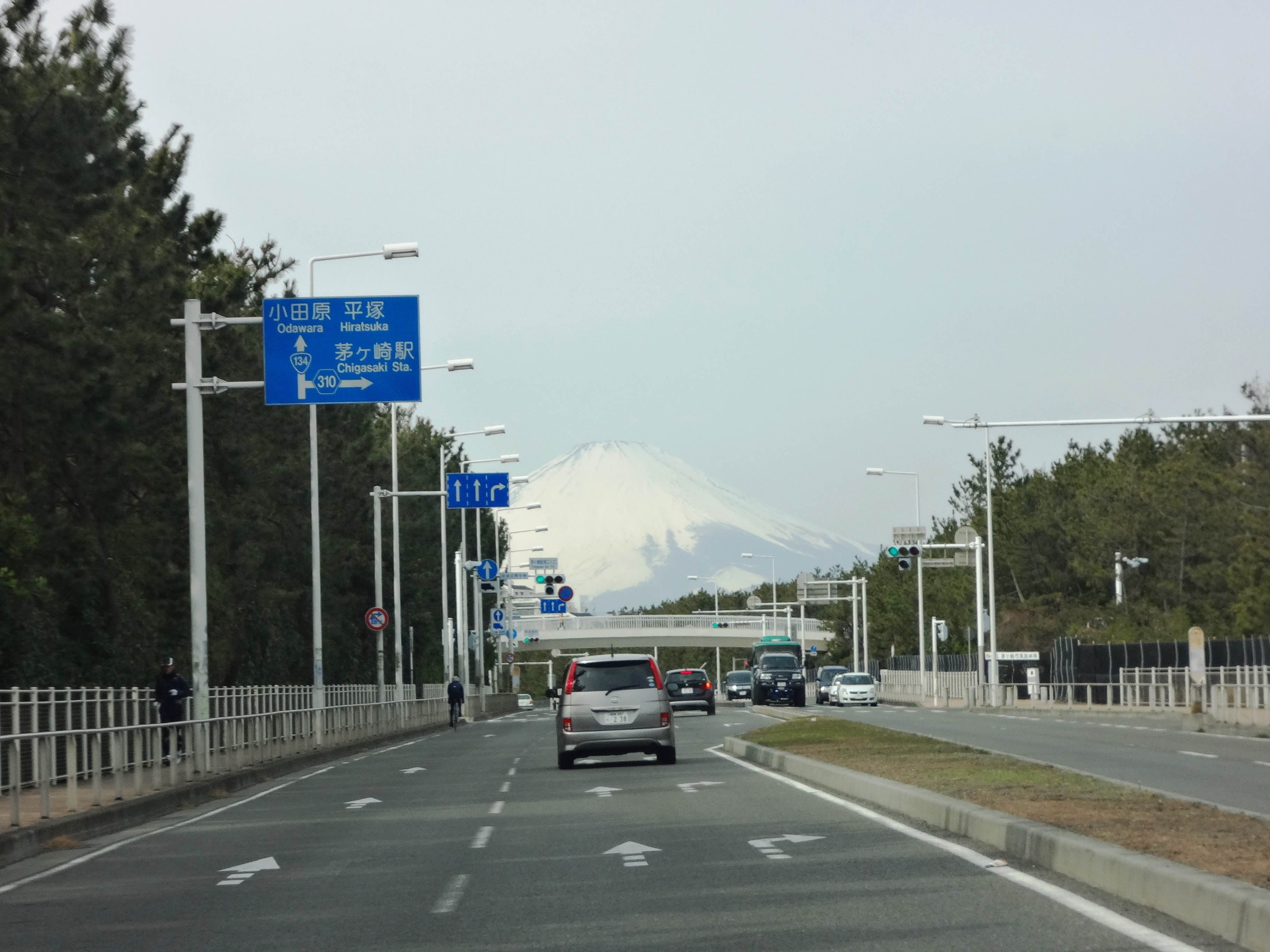
終点交差点付近（国道134号東側から見る）

神奈川県道310号茅ヶ崎停車場茅ヶ崎線（かながわけんどう310ごう ちがさきていしゃじょうちがさきせん）は、神奈川県茅ヶ崎市を起点・終点とする一般県道。茅ケ崎駅南口と相模湾岸の国道134号を連絡する。

## 概要
- 総延長：1.2km
- 起点：茅ヶ崎市幸町 茅ケ崎駅南口
- 終点：茅ヶ崎市東海岸南 茅ヶ崎駅南口入口交差点（国道134号）
- Google マップ

## 通称
- 東海岸通り [1]
- 上原謙通り [2]
- （加山）雄三通り [3]

## 通過する自治体
- 神奈川県
  - 茅ヶ崎市

## 接続する道路
- 国道134号（終点）

## 沿線の主な施設・地理
- 茅ケ崎駅
- 茅ヶ崎公園野球場
- 湘南海岸
- 相模湾